# 쑤안루앙

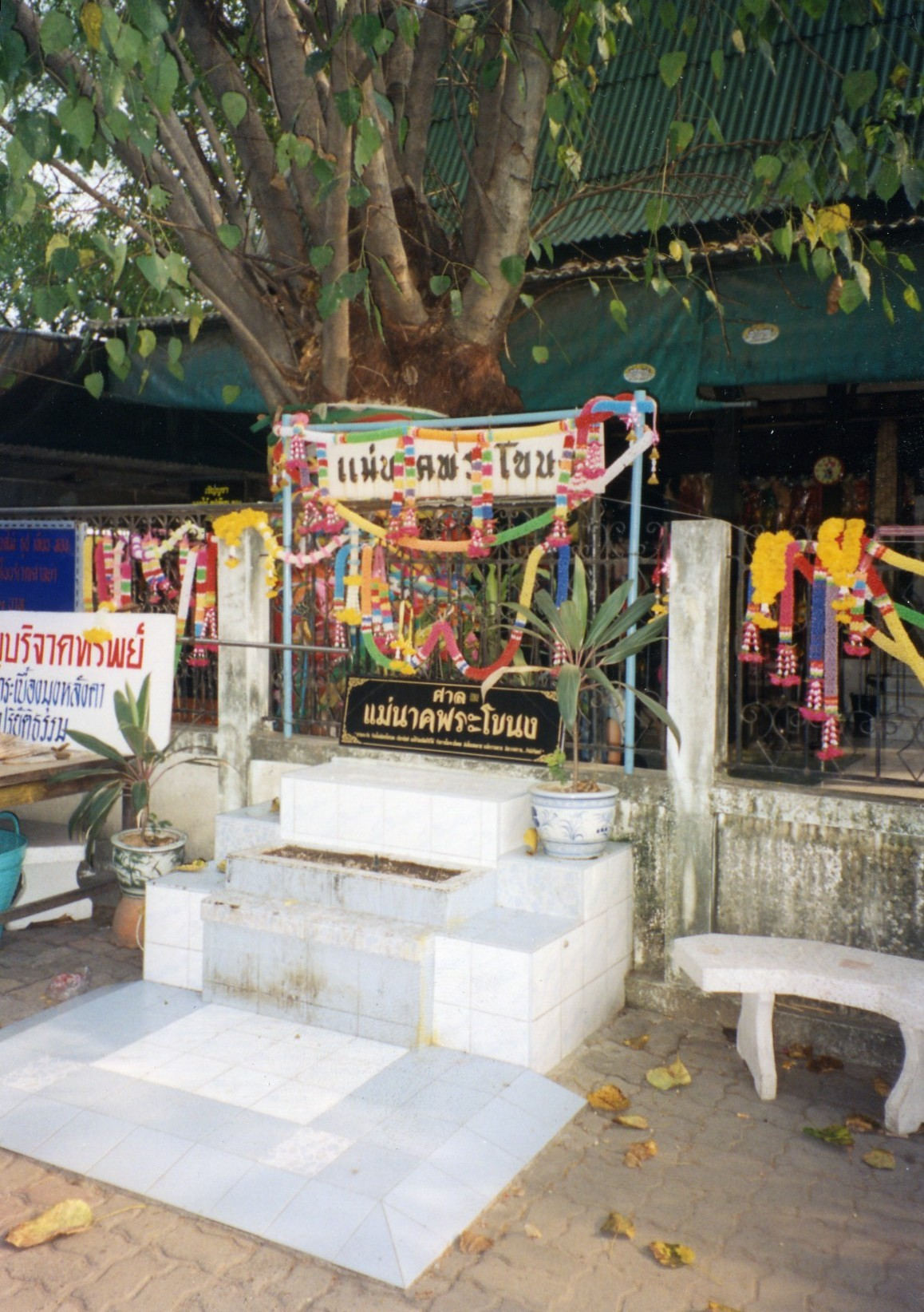

쑤안루앙은 방콕의 행정 구역이다. 이 지역의 총 인구 수는 2017년 기준으로 122,534명이다. 인구 밀도는 5,175.01km2이다.

## 행정 구역
| 1. | Suan Luang   | สวนหลวง |  |
| 2. | On Nut       | อ่อนนุช   |  |
| 3. | Phatthanakan | พัฒนาการ |  |